# Cataulacus praetextus
Cataulacus praetextus är en myrart som beskrevs av Smith 1867. Cataulacus praetextus ingår i släktet Cataulacus och familjen myror. Inga underarter finns listade.